# Ostffyasszonyfa
Ostffyasszonyfa é um município da Hungria, situado no condado de Vas. Tem 34,31 km² de área e sua população em 2015 foi estimada em 776 habitantes.